# Боцой
Боцой (рум. Boțoi) — село у повіті Васлуй в Румунії. Входить до складу комуни Драгомірешть.
Село розташоване на відстані 260 км на північ від Бухареста, 26 км на захід від Васлуя, 63 км на південь від Ясс, 140 км на північ від Галаца.